# Superfilm
Superfilm (Eigenschreibweise: SUPERFILM) ist eine Filmproduktionsgesellschaft mit Büros in Wien und München. Das Unternehmen wurde 2006 von John Lueftner und David Schalko in Wien gegründet.

## Geschichte
2006 wurde die Superfilm Filmproduktions GmbH von John Lueftner und David Schalko in Wien gegründet.
Die Superfilm Filmproduktions GmbH produziert Fernseh- und Kinofilme, sowie Talk-Shows, darunter Sendung Ohne Namen und seit 2007 Willkommen Österreich. Bekannt wurde die Produktionsfirma u. a. mit den ORF-Produktionen Aufschneider, sowie den international renommierten Serien Braunschlag und Altes Geld für die David Schalko sowohl das Drehbuch schrieb, als auch Regie führte. 2019 feierte die dritte, von Superfilm produzierte Serie M – Eine Stadt sucht einen Mörder Weltpremiere auf der Berlinale.
Weiters produziert Superfilm mehrere Fernsehfilme der Tatort-Reihe, sowie zwei vom ORF koproduzierte Landkrimis (2018: Achterbahn und 2016: Höhenstrasse).
2016 gründeten John Lueftner und David Schalko eine weitere Niederlassung in München und produzieren dort seither einen wöchentlichen Late-Night-Talk (Ringlstetter) für den Bayerischen Rundfunk. Das Unterhaltungsformat Mittermeier! sowie eine neue Literatursendung mit Thomas Gottschalk (Gottschalk Liest?) entstand ebenfalls unter der Federführung der Superfilm München.

## Filmografie

### Formate
- 2006: Sendung ohne Namen (Unterhaltungssendung im Rahmen der Donnerstag-Nacht-Programmschiene des ORF | Produktion)
- seit 2007: Willkommen Österreich (Late Night Show, ORF | Idee: David Schalko | Produktion: John Lueftner & David Schalko)
- 2011–2012: Blockstars – Sido macht Band
- 2016–2025: Ringlstetter [2] (TV-Show, BR Fernsehen | Idee: David Schalko | Produktion: John Lueftner & David Schalko)

### Kurzfilme
- 2006: Heaven (Folge der Fernsehfilmserie, 8 Folgen à 45 Min.)
- 2007: Dad’s Dead (Werbefilm, 40 Min.)

### Kinofilme
- 2010: Sennentuntschi (Regie: Michael Steiner | Produktion: Bernhard Burgener & John Lueftner)
- 2011: One Way Trip 3D (Horrorfilm | Koproduktion: David Schalko & John Lueftner)
- 2018: Zauberer (Thriller-Märchen | Buch: Sebastian Brauneis, Nicholas Ofczarek, Clemens Setz | Regie: Sebastian Brauneis | Produktion: John Lueftner & David Schalko)
- 2019: Bruno Manser – Die Stimme des Regenwaldes (Regie: Niklaus Hilber, Buch: Niklaus Hilber, Patrick Tönz, David Clemens)

### Fernsehfilme
- 2008: Das Wunder von Wien: Wir sind Europameister (Mockumentary | Regie: David Schalko)
- 2010: Aufschneider (Drehbuch: Josef Hader & David Schalko | Regie: David Schalko | Produktion: John Lueftner)
- 2012: Tatort: Ausgelöscht (Regie: Harald Sicheritz | Drehbuch: Uli Brée | Produktion: David Schalko & John Lueftner)
- 2013: Tatort: Angezählt (Buch: Martin Ambrosch | Regie: Sabine Derflinger | Produktion: John Lueftner & David Schalko)
- 2016: Tatort: Die Kunst des Krieges (Buch und Regie: Thomas Roth | Produktion: John Lueftner & David Schalko)
- 2016: Landkrimi – Höhenstraße (Buch und Regie: David Schalko | Produktion: John Lueftner & David Schalko)
- 2018: Landkrimi – Achterbahn (Buch: Rupert Henning | Regie: Wolfgang Murnberger | Produktion: John Lueftner & David Schalko)
- 2019: Landkrimi – Das letzte Problem (Buch: Daniel Kehlmann | Regie: Karl Markovics)
- 2020: Tatort: Unten (Regie: Daniel Prochaska | Drehbuch: Thomas Christian Eichtinger, Samuel R. Schultschik)
- 2021: Stadtkomödie – Die Unschuldsvermutung (Buch und Regie: Michael Sturminger)
- 2023: Landkrimi – Das Schweigen der Esel (Buch und Regie: Karl Markovics)

### Serien
- 2012: Braunschlag (Drehbuch und Regie: David Schalko | Produktion: John Lueftner & David Schalko)
- 2014: Bösterreich (Regie: Sebastian Brauneis | Produktion: John Lueftner & David Schalko)
- 2015: Altes Geld (Drehbuch und Regie: David Schalko | Produktion: John Lueftner & David Schalko)
- 2019: M – Eine Stadt sucht einen Mörder (Drehbuch: Evi Romen & David Schalko | Regie: David Schalko | Produktion: John Lueftner)
- 2024: Kafka (Regie: David Schalko | Drehbuch: Daniel Kehlmann in Zusammenarbeit mit David Schalko | Produktion: John Lueftner & David Schalko)